# Noemi Cesarano
Noemi Cesarano (Napoli, 14 luglio 2003) è una nuotatrice italiana, vincitrice della medaglia d'argento nella staffetta 4×200 stile ai Giochi del Mediterraneo 2022. È la sorella gemella di Antonietta Cesarano.

## Palmarès
- Giochi del Mediterraneo

Orano 2022: argento nella 4x200m sl.
- Universiadi

Chengdu 2023: bronzo negli 800m sl e nei 1500m sl.